# Olympique Lyonnais 1973-1974
Questa voce raccoglie le informazioni riguardanti l'Olympique Lyonnais nelle competizioni ufficiali della stagione 1973-1974.

## Maglie e sponsor
Lo sponsor tecnico per la stagione 1973-1974 è Le Coq Sportif, mentre lo sponsor ufficiale è Mister West.
| Manica sinistra · Maglietta · Maglietta · Manica destra · Pantaloncini · Calzettoni |

## Rosa
| N. |                    | Ruolo | Calciatore         |
| -- | ------------------ | ----- | ------------------ |
|    | Francia (bandiera) | P     | Yves Chauveau      |
|    | Francia (bandiera) | D     | René Aznar         |
|    | Francia (bandiera) | D     | Jean Baeza         |
|    | Francia (bandiera) | D     | Patrick Baldassara |
|    | Francia (bandiera) | D     | Robert Cacchioni   |
|    | Francia (bandiera) | D     | Albert Domenech    |
|    | Francia (bandiera) | D     | Raymond Domenech   |
|    | Francia (bandiera) | D     | Roger Garadier     |
|    | Francia (bandiera) | D     | Bernard Lhomme     |
|    | Francia (bandiera) | D     | Robert Valette     |

| N. |                       | Ruolo | Calciatore          |
| -- | --------------------- | ----- | ------------------- |
|    | Francia (bandiera)    | C     | Michel Berger       |
|    | Francia (bandiera)    | C     | Serge Chiesa        |
|    | Francia (bandiera)    | C     | Aimé Jacquet        |
|    | Francia (bandiera)    | C     | Michel Maillard     |
|    | Uruguay (bandiera)    | C     | Ildo Maneiro        |
|    | Jugoslavia (bandiera) | C     | Ljubomir Mihajlović |
|    | Francia (bandiera)    | C     | Daniel Ravier       |
|    | Francia (bandiera)    | C     | Alain Thiry         |
|    | Francia (bandiera)    | A     | Fleury Di Nallo     |
|    | Francia (bandiera)    | A     | Bernard Lacombe     |
|    | Francia (bandiera)    | A     | Yves Mariot         |

### Andamento in campionato
L'andamento non tiene conto dell'attribuzione di eventuali punti bonus che, come da regolamento allora vigente nella Division 1, venivano assegnati alla squadra che in un incontro segnava più di tre reti.
| Giornata  | 1 | 2 | 3 | 4 | 5 | 6 | 7 | 8 | 9 | 10 | 11 | 12 | 13 | 14 | 15 | 16 | 17 | 18 | 19 | 20 | 21 | 22 | 23 | 24 | 25 | 26 | 27 | 28 | 29 | 30 | 31 | 32 | 33 | 34 | 35 | 36 | 37 | 38 |
| --------- | - | - | - | - | - | - | - | - | - | -- | -- | -- | -- | -- | -- | -- | -- | -- | -- | -- | -- | -- | -- | -- | -- | -- | -- | -- | -- | -- | -- | -- | -- | -- | -- | -- | -- | -- |
| Luogo     | C | T | C | T | C | T | T | C | T | C  | T  | C  | T  | C  | T  | C  | T  | C  | T  | C  | T  | C  | T  | T  | C  | T  | C  | V  | C  | T  | C  | T  | C  | T  | C  | T  | C  | T  |
| Risultato | V | V | V | P | N | V | N | V | P | N  | V  | P  | P  | N  | V  | N  | V  | V  | N  | V  | N  | V  | P  | P  | V  | N  | V  | N  | V  | N  | V  | N  | V  | P  | V  | P  | V  | P  |
| Posizione | 1 | 1 | 1 | 3 | 2 | 1 | 2 | 2 | 4 | 4  | 2  | 5  | 6  | 7  | 4  | 4  | 2  | 2  | 4  | 3  | 3  | 3  | 3  | 3  | 3  | 3  | 3  | 3  | 3  | 3  | 3  | 3  | 2  | 3  | 2  | 3  | 2  | 3  |

Fonte:  France » Ligue 1 1973/1974 » Schedule, su worldfootball.net.
Legenda:

Luogo: C = Casa; T = Trasferta. Risultato: V = Vittoria; N = Pareggio; P = Sconfitta.